# 张亢 (宋朝)
张亢（999年—1061年），字公寿，北宋濮州临濮县（今山东省鄄城县）人，张奎的弟弟。
宋真宗天禧三年进士。为广安军判官。改知鄜州。西夏元昊攻宋，他多次论奏边机军政措置之事，包括边将士卒之设置失当、损兵折将之原因、陕西民调发之困苦等。修建宁砦，西夏多次出兵相争，他率领虎翼军击败西夏，筑清塞等五堡。历任泾原路兵马钤辖、泾原路经略安抚招讨使、知渭州，进升为西上閤门使，改任都钤辖屯延州。多次与交战西夏有功。改知瀛州。加领眉州防御使。夏竦为枢密使，夺防御使，降知磁州。官至徐州总管，去世。他好施轻财，驭军严明，所至有政绩。